# Lista siturilor arheologice din județul Maramureș - P
Lista siturilor arheologice din județul Maramureș - P conține toate siturile arheologice din județul Maramureș înscrise în Repertoriul Arheologic Național (RAN) și aflate în localități al căror nume începe cu litera P. RAN este administrat de Ministerul Culturii și Patrimoniului Național și cuprinde date științifice, cartografice, topografice, imagini și planuri, precum și orice alte informații privitoare la zonele cu potențial arheologic, studiate sau nu, încă existente sau dispărute.
Puteți căuta un sit din localitățile care încep cu litera P folosind formularul de mai jos sau puteți naviga prin toate siturile din județ la Lista siturilor arheologice din județul Maramureș.
| Cod RAN                                   | Denumire | Localitate                                              | Adresă         | Datare            | Descoperit | Coordonate | Imagine           | Erori            |
| ----------------------------------------- | --- | ------------------------------------------------------- | -------------- | ----------------- | ---------- | ---------- | ----------------- | ---------------- |
| 107467.01.01 (Cod LMI: MM-I-s-B-04407)    | Așezarea Suciu de Sus de la Prislop - "Fântâna Boului" / ansamblu anonim (Categorie: locuire civilă) (Tip: Așezare)      | sat Prislop, comuna Boiu Mare                           | Fântâna Boului | Suciu de Sus      |            |            | Încărcați imagine | Raportați eroare |
| 107467.02.01 (Cod LMI: MM-I-m-B-04408.02) | Situl arheologic de la Prislop - "Ograde" / ansamblu anonim (Categorie: locuire civilă) (Tip: Așezare)                   | sat Prislop, comuna Boiu Mare                           | Ograde         | Suciu de Sus - II |            |            | Încărcați imagine | Raportați eroare |
| 107467.02.03 (Cod LMI: MM-I-m-B-04408.01) | Situl arheologic de la Prislop - "Ograde" / ansamblu anonim (Categorie: locuire civilă) (Tip: Așezare)                   | sat Prislop, comuna Boiu Mare                           | Ograde         | sec. VIII - IX    |            |            | Încărcați imagine | Raportați eroare |
| 107467.02.02 (Cod LMI: MM-I-s-B-04408)    | Situl arheologic de la Prislop - "Ograde" / ansamblu anonim (Categorie: locuire civilă) (Tip: Așezare)                   | sat Prislop, comuna Boiu Mare                           | Ograde         | sec. III-IV       |            |            | Încărcați imagine | Raportați eroare |
| 107467.03.01                              | Situl arheologic de la Prislop - "Valea Boului" / ansamblu anonim (Categorie: locuire) (Tip: Așezare)                    | sat Prislop, comuna Boiu Mare                           | Valea Boului   | Suciu de Sus - II |            |            | Încărcați imagine | Raportați eroare |
| 107467.03.02                              | Situl arheologic de la Prislop - "Valea Boului" / ansamblu anonim (Categorie: locuire) (Tip: Așezare)                    | sat Prislop, comuna Boiu Mare                           | Valea Boului   | sec. III-IV       |            |            | Încărcați imagine | Raportați eroare |
| 107467.03.03                              | Situl arheologic de la Prislop - "Valea Boului" / ansamblu anonim (Categorie: locuire) (Tip: Așezare)                    | sat Prislop, comuna Boiu Mare                           | Valea Boului   | sec. VIII-IX      |            |            | Încărcați imagine | Raportați eroare |
| 107831.02.01                              | Așezarea medievală de la Preluca Veche - Pusta / ansamblu anonim (Categorie: locuire) (Tip: Așezare)                     | sat Preluca Veche, comuna Copalnic-Mănăștur             | Pusta          |                   |            |            | Încărcați imagine | Raportați eroare |
| 108482.02.01                              | Așezarea din epoca bronzului de la Poienile de sub Munte - Zarika / ansamblu anonim (Categorie: locuire) (Tip: Așezare)  | sat Poienile de sub Munte, comuna Poienile de sub Munte | Zarika         | Suciu de Sus      |            |            | Încărcați imagine | Raportați eroare |
| 108482.03.01                              | Așezarea medievală târzie de la Poienile de sub Munte - Nijni Krai / ansamblu anonim (Categorie: locuire) (Tip: Așezare) | sat Poienile de sub Munte, comuna Poienile de sub Munte | Nijni Krai     | sec. XVIII- XIX   |            |            | Încărcați imagine | Raportați eroare |